# Томислав Ивишић
Томислав Ивишић (Витез, 9. август 2003) јесте хрватски кошаркаш. Игра на позицији центра, а тренутно наступа на колеџу за Илиноис фајтинг Илајнај.

## Клупска каријера
Професионалну играчку каријеру почео је у Шибенки. Од 2020. до 2024. наступао је за Студентски центар. С подгоричком екипом освојио је Другу Јадранску лигу 2020/21, Суперкуп Јадранске лиге 2023. и Куп Црне Горе 2024.
Придружио се колеџ екипи Илиноиса 2024.

## Каријера у репрезентацији
С репрезентацијом Хрватске до 16 година био је првак Европског првенства 2018. које се одржало у Новом Саду. За исту селекцију играо је и наредне године на Европском првенству одржаном у Удинама на ком је Хрватска завршила учешће на осмом месту.
За сениорску репрезентацију Хрватске дебитовао је у фебруару 2023. Добио је позив тадашњег селектора Александра Петровића и то за мечеве претквалификација за пласман на Европско првенство 2025. против Швајцарске и Аустрије.
За репрезентацију Хрватске до 20 година играо је на Европском првенству 2023. чији је домаћин био Ираклион. Хрватска је на том такмичењу заузела четрнаесто место.

## Лични живот
Ивишић је рођен у Витезу у Босни и Херцеговини. Касније се преселио у Хрватску, тачније Шибеник.
Има брата близанца Звонимира, који је такође професионални кошаркаш. Заједно су играли у Студентском центру од 2020. до 2023.